# Nemastoma lilliputanum
Nemastoma lilliputanum is een hooiwagen uit de familie aardhooiwagens (Nemastomatidae). De originele naamcombinatie (protoniem) was Goniosoma lilliputanum Lucas, 1846. Een volgende naamrecombinatie werd gepubliceerd als Nemastoma lilliputanum (Lucas, 1846) in Simon 1879.